# Резолюция Совета Безопасности ООН 1201
Резолюция Совета Безопасности ООН 1201, единогласно принятая 15 октября 1998 года, подтвердила резолюции 1125 (1997), 1136 (1997), 1152 (1998), 1155 (1998), 1159 (1998) и 1182 (1998), касающиеся ситуации в Центральноафриканской Республике, и продлила мандат Миссии ООН в Центральноафриканской Республике (МООНЦАР) до 28 февраля 1999 года.
Центральноафриканская Республика добилась значительного прогресса в осуществлении Бангийских соглашений и крупных политических и экономических реформ. Был также разработан оперативный план организации выборов, которые должны были пройти при поддержке МООНЦАР. Совет приветствовал решение властей страны провести выборы 22 ноября и 13 декабря 1998 года, и мандат МООНЦАР был продлён для оказания соответствующей поддержки. Миссия может перевозить избирательные материалы, оборудование и наблюдателей на избирательные участки и обратно, а также проводить ограниченное наблюдение за первым и вторым туром выборов.
Генеральный секретарь Кофи Аннан в своём докладе рекомендовал обеспечить безопасность во время избирательного процесса. 150 военнослужащих Центральноафриканских вооружённых сил были развёрнуты и действовали в соответствии с правилами, применимыми к МООНЦАР. Тем временем государствам-членам Совбеза ООН было настоятельно рекомендовано оказать техническую, финансовую и логистическую поддержку в организации выборов.
В заключение, генеральному секретарю было поручено представить Совету к 20 декабря 1998 года доклад о мандате МООНЦАР, выполнении различных соглашений и развитии событий в Центральноафриканской Республике. Он выразил намерение прекратить деятельность МООНЦАР к 28 февраля 1999 года, сократив её численность не позднее 15 января 1999 года.